# Campeonato Neerlandés de Fútbol 1943-44
El Campeonato Neerlandés de Fútbol 1943/44 fue la 56.ª edición del campeonato de fútbol de los Países Bajos. Participaron 52 equipos divididos en cinco divisiones. El campeón nacional sería determinado por un grupo final formado con los ganadores de las divisiones de fútbol del este, norte, sur y dos del oeste. De Volewijckers ganó el campeonato de este año.

## Divisiones

### Eerste Klasse Este
| Pos | Equipo          | PJ | PG | PE | PP | GF | GC | Pts | DG  | Notas                                     |
| --- | --------------- | -- | -- | -- | -- | -- | -- | --- | --- | ----------------------------------------- |
| 1   | Heracles        | 18 | 11 | 5  | 2  | 37 | 16 | 27  | +21 | Clasificado al grupo final por el título. |
| 2   | Go Ahead        | 18 | 9  | 5  | 4  | 43 | 27 | 23  | +16 |                                           |
| 3   | NEC Nijmegen    | 17 | 10 | 1  | 6  | 47 | 30 | 21  | +17 |                                           |
| 4   | AGOVV Apeldoorn | 18 | 10 | 1  | 7  | 39 | 29 | 21  | +10 |                                           |
| 5   | Quick Nijmegen  | 18 | 6  | 6  | 6  | 39 | 38 | 18  | +1  |                                           |
| 6   | Enschedese Boys | 18 | 7  | 4  | 7  | 35 | 38 | 18  | -3  |                                           |
| 7   | FC Wageningen   | 18 | 7  | 3  | 8  | 28 | 25 | 17  | +3  |                                           |
| 8   | SC Enschede     | 18 | 4  | 5  | 9  | 26 | 34 | 13  | -8  |                                           |
| 9   | HVV Tubantia    | 17 | 4  | 2  | 11 | 27 | 51 | 10  | -24 |                                           |
| 10  | PEC Zwolle      | 18 | 4  | 2  | 12 | 18 | 51 | 10  | -33 |                                           |

PJ = Partidos jugados; PG = Partidos ganados; PE = Partidos empatados; PP = Partidos perdidos; GF = Goles a favor; GC = Goles en contra; Pts = Puntos; DG = Diferencia de goles

### Eerste Klasse Norte
| Pos | Equipo          | PJ | PG | PE | PP | GF | GC | Pts | DG  | Notas                                     |
| --- | --------------- | -- | -- | -- | -- | -- | -- | --- | --- | ----------------------------------------- |
| 1   | sc Heerenveen   | 18 | 16 | 1  | 1  | 85 | 20 | 33  | +65 | Clasificado al grupo final por el título. |
| 2   | LSC Sneek       | 18 | 10 | 3  | 5  | 39 | 21 | 23  | +18 |                                           |
| 3   | HSC             | 18 | 9  | 3  | 6  | 43 | 35 | 21  | +8  |                                           |
| 4   | Achilles 1894   | 18 | 7  | 5  | 6  | 33 | 37 | 19  | -4  |                                           |
| 5   | Be Quick 1887   | 18 | 7  | 4  | 7  | 27 | 40 | 18  | -13 |                                           |
| 6   | VV Leeuwarden   | 18 | 6  | 4  | 8  | 27 | 41 | 16  | -14 |                                           |
| 7   | Veendam         | 18 | 5  | 4  | 9  | 33 | 42 | 14  | -9  |                                           |
| 8   | Velocitas 1897  | 18 | 4  | 6  | 8  | 13 | 31 | 14  | -18 |                                           |
| 9   | GVAV Rapiditas  | 18 | 4  | 4  | 10 | 22 | 40 | 12  | -18 |                                           |
| 10  | Sneek Wit Zwart | 18 | 3  | 4  | 11 | 26 | 41 | 10  | -15 |                                           |

PJ = Partidos jugados; PG = Partidos ganados; PE = Partidos empatados; PP = Partidos perdidos; GF = Goles a favor; GC = Goles en contra; Pts = Puntos; DG = Diferencia de goles

### Eerste Klasse Sur
| Pos | Equipo          | PJ | PG | PE | PP | GF | GC | Pts | DG  | Notas                                         |
| --- | --------------- | -- | -- | -- | -- | -- | -- | --- | --- | --------------------------------------------- |
| 1   | LONGA           | 23 | 14 | 3  | 6  | 49 | 38 | 31  | +11 | Clasificado al grupo final por el título.     |
| 2   | PSV Eindhoven   | 23 | 14 | 1  | 8  | 59 | 41 | 29  | +18 | [Sur-II]                                      |
| 3   | MVV Maastricht  | 22 | 10 | 7  | 5  | 49 | 30 | 27  | +19 | [Sur-II]                                      |
| 4   | NAC             | 22 | 11 | 4  | 7  | 58 | 37 | 26  | +21 |                                               |
| 5   | Willem II       | 22 | 8  | 10 | 4  | 45 | 34 | 26  | +11 |                                               |
| 6   | FC Eindhoven    | 22 | 12 | 2  | 8  | 52 | 40 | 26  | +12 |                                               |
| 7   | BVV Den Bosch   | 22 | 11 | 3  | 8  | 60 | 33 | 25  | +27 |                                               |
| 8   | Maurits         | 22 | 10 | 2  | 10 | 45 | 45 | 22  | 0   | [Sur-II]                                      |
| 9   | De Spechten     | 22 | 6  | 6  | 10 | 44 | 63 | 18  | -19 | [Sur-II]                                      |
| 10  | NOAD            | 22 | 6  | 3  | 13 | 35 | 63 | 15  | -28 |                                               |
| 11  | Spekholzerheide | 22 | 4  | 3  | 15 | 25 | 64 | 11  | -39 | Recupera su nombre anterior: Juliana [Sur-II] |
| 12  | RFC Roermond    | 22 | 3  | 4  | 15 | 28 | 61 | 10  | -33 | [Sur-II]                                      |

PJ = Partidos jugados; PG = Partidos ganados; PE = Partidos empatados; PP = Partidos perdidos; GF = Goles a favor; GC = Goles en contra; Pts = Puntos; DG = Diferencia de goles
[Sur-II] Equipos trasladados a la nueva división Sur-II para la próxima temporada.

### Eerste Klasse Oeste-I
| Pos | Equipo           | PJ | PG | PE | PP | GF | GC | Pts | DG  | Notas                                     |
| --- | ---------------- | -- | -- | -- | -- | -- | -- | --- | --- | ----------------------------------------- |
| 1   | De Volewijckers  | 18 | 14 | 1  | 3  | 59 | 27 | 29  | +32 | Clasificado al grupo final por el título. |
| 2   | Hermes DVS       | 18 | 12 | 2  | 4  | 56 | 34 | 26  | +22 |                                           |
| 3   | Xerxes           | 18 | 10 | 2  | 6  | 44 | 33 | 22  | +11 |                                           |
| 4   | DWS              | 18 | 8  | 4  | 6  | 37 | 29 | 20  | +8  | [Oeste-II]                                |
| 5   | DFC              | 18 | 7  | 5  | 6  | 46 | 37 | 19  | +9  | [Oeste-II]                                |
| 6   | ADO Den Haag     | 18 | 7  | 2  | 9  | 45 | 38 | 16  | +7  |                                           |
| 7   | Sparta Rotterdam | 18 | 6  | 3  | 9  | 37 | 47 | 15  | -10 | [Oeste-II]                                |
| 8   | HBS Craeyenhout  | 18 | 7  | 0  | 11 | 34 | 56 | 14  | -22 | [Oeste-II]                                |
| 9   | HFC EDO          | 18 | 5  | 3  | 10 | 26 | 44 | 13  | -18 |                                           |
| 10  | Stormvogels      | 18 | 2  | 2  | 14 | 17 | 56 | 6   | -39 | [Oeste-II]                                |

PJ = Partidos jugados; PG = Partidos ganados; PE = Partidos empatados; PP = Partidos perdidos; GF = Goles a favor; GC = Goles en contra; Pts = Puntos; DG = Diferencia de goles
[Oeste-II] Equipos trasladados a la división Oeste-II para la próxima temporada.

### Eerste Klasse Oeste-II
| Pos | Equipo              | PJ | PG | PE | PP | GF | GC | Pts | DG  | Notas                                     |
| --- | ------------------- | -- | -- | -- | -- | -- | -- | --- | --- | ----------------------------------------- |
| 1   | VUC                 | 18 | 11 | 3  | 4  | 67 | 44 | 25  | +23 | Clasificado al grupo final por el título. |
| 2   | AFC Ajax            | 18 | 10 | 3  | 5  | 53 | 28 | 23  | +25 | [Oeste-I]                                 |
| 3   | DHC                 | 18 | 9  | 3  | 6  | 34 | 22 | 21  | +12 |                                           |
| 4   | VSV                 | 18 | 8  | 4  | 6  | 42 | 46 | 20  | -4  | [Oeste-I]                                 |
| 5   | Feijenoord          | 18 | 6  | 7  | 5  | 30 | 28 | 19  | +2  |                                           |
| 6   | Blauw-Wit Amsterdam | 18 | 7  | 5  | 6  | 33 | 32 | 19  | +1  |                                           |
| 7   | SC Emma             | 18 | 6  | 3  | 9  | 31 | 46 | 15  | -15 | [Oeste-I]                                 |
| 8   | HFC Haarlem         | 18 | 6  | 3  | 9  | 35 | 51 | 15  | -16 |                                           |
| 9   | RFC Rotterdam       | 18 | 5  | 2  | 11 | 38 | 48 | 12  | -10 | [Oeste-I]                                 |
| 10  | HVV 't Gooi         | 18 | 5  | 1  | 12 | 33 | 51 | 11  | -18 | [Oeste-I]                                 |

PJ = Partidos jugados; PG = Partidos ganados; PE = Partidos empatados; PP = Partidos perdidos; GF = Goles a favor; GC = Goles en contra; Pts = Puntos; DG = Diferencia de goles
[Oeste-I] Equipos trasladados a la división Oeste-I para la próxima temporada.

### Grupo final por el título
| Pos | Equipo          | PJ | PG | PE | PP | GF | GC | Pts | DG  |
| --- | --------------- | -- | -- | -- | -- | -- | -- | --- | --- |
| 1   | De Volewijckers | 8  | 6  | 0  | 2  | 31 | 11 | 12  | +20 |
| 2   | VUC             | 8  | 4  | 2  | 2  | 17 | 15 | 10  | +2  |
| 3   | LONGA           | 8  | 4  | 1  | 3  | 19 | 17 | 9   | +2  |
| 4   | sc Heerenveen   | 8  | 2  | 2  | 4  | 16 | 23 | 6   | -7  |
| 5   | Heracles        | 8  | 0  | 3  | 5  | 9  | 26 | 3   | -17 |

PJ = Partidos jugados; PG = Partidos ganados; PE = Partidos empatados; PP = Partidos perdidos; GF = Goles a favor; GC = Goles en contra; Pts = Puntos; DG = Diferencia de goles
|                                  |
| Campeón Volewijckers 1.er título |